# Дерек Фішер
Дерек Ламар Фішер (англ. Derek Lamar Fisher, нар. 9 серпня 1974, Літл-Рок, Арканзас, США) — американський професіональний баскетболіст, що грав на позиціях атакувального захисника і розігруючого захисника за низку команд НБА. П'ятиразовий чемпіон НБА. Згодом — баскетбольний тренер, першою і останньою командою якого була «Нью-Йорк Нікс». З 2016 року — експерт з «Лос-Анджелес Лейкерс» на каналі Spectrum SportsNet.
Фішеру належить рекорд НБА, як гравцю, який зіграв найбільше матчів у плей-оф.

## Ігрова кар'єра

### Ранні роки
Починав грати у баскетбол у команді старшої школи Паркв'ю артс енд Саєнс мегент (Літл-Рок, Арканзас). На університетському рівні грав за команду Літл-Рок (1992–1996). Протягом студентської кар'єри набирав в середньому 12,4 очка, 4,4 підбирання та 4,2 асиста за гру. Будучи на останньому курсі, став найкращим баскетболістом конференції Sun Belt. Закінчуючи кар'єру в Літл-Рок, займав друге місце в його історії за очками (1,393), асистами (472) та перехопленнями (189).

### Лос-Анджелес Лейкерс

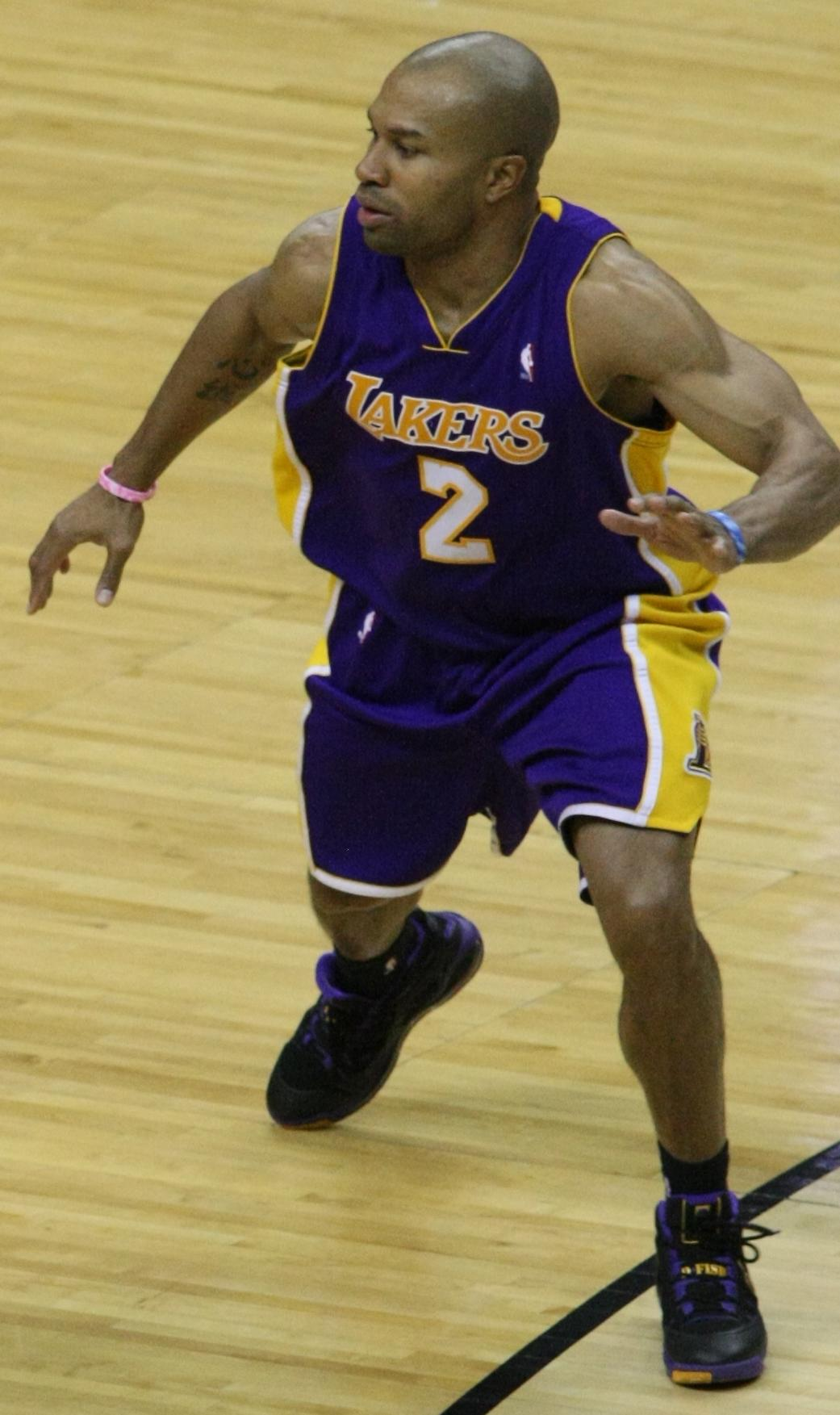
Фішер у грі за «Лейкерс»

1996 року був обраний у першому раунді драфту НБА під загальним 24-м номером командою «Лос-Анджелес Лейкерс», кольори яких захищав протягом наступних 8 сезонів. Дебютував у лізі матчем проти «Фінікс Санз», де набрав 12 очок та 5 асистів. Протягом свого першого сезону набирав 3,9 очка та 1,5 асиста та виступив у матчі новачків НБА. У сезоні 1997-1998 провів 82 матчі, 36 з яких були в старті. Допоміг команді дійти до фіналу Західної конференції, де «Лейкерс» програли «Юта Джаз». У наступному скороченому через лок-аут сезоні, виходив на майданчик, замінюючи Дерека Гарпера. Лейкерс пробилися до плей-оф, де у першому раунді обіграли «Х'юстон Рокетс», але поступилися «Сан-Антоніо Сперс» в наступному.
Перед початком сезону «1999-2000» «Лейкерс» очолив Філ Джексон. Команда сходу виграла чемпіонат НБА, перемігши у фіналі «Індіана Пейсерс». Таким чином Фішер вперше здобув титул чемпіона НБА.
У сезоні 2000-2001 пропустив 62 матчі через травму. Під час його відсутності «Лейкерс» вже не здавалися монолітним колективом, а в роздягальні атмосфера зіпсувалась через ворожнечу і конфлікти Шакіла О'Ніла та Кобі Браянта. З поверненням Фішера у березні 2001 року гра в захисті налагодилась, а на останньому відрізку команда видала серію перемог. У плей оф зіграв зі стартових секунд у всіх матчах. У фіналі Західної конференції «Лейкерс» обіграли «Сан-Антоніо Сперс», а у фіналі НБА — «Філадельфія Севенті-Сіксерс», ставши таким чином чемпіонами НБА вдруге поспіль.

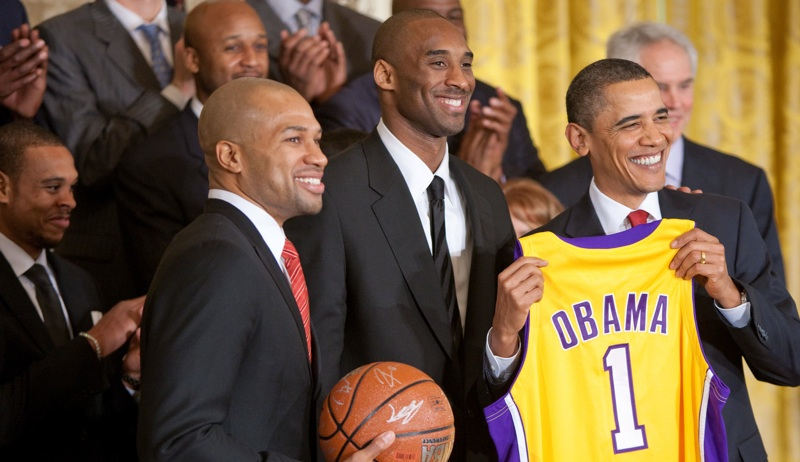
Фішер (ліворуч), Кобі Браянт (по центру) на прийомі у Барака Обами (праворуч), 25 січня 2010

Наступного сезону, незважаючи на травми протягом регулярного сезону, допоміг команді виграти фінал Західної конференції у «Сакраменто Кінгс» та фінал НБА у «Нью-Джерсі Нетс». 
У сезоні 2002-2003 став основним розігруючим захисником команди, але не зміг допомогти їй пройти «Сан-Антоніо» в півфіналі Західної конференції. Через це у міжсезоння був придбаний Гарі Пейтон, який знову посадив Фішера на лаву запасних.
Наступного сезону прославився кидком, який назвали «0,4». 13 травня 2004 року «Лейкерс» зустрічалися з «Сан-Антоніо Сперс» в рамках 5 матчу півфінальної серії Західної конференції. За 11 секунд до завершення гри Кобі Браянт забив двохочковий кидок та зробив рахунок 72-71. Потім Тім Данкан забив через Шакіла О'Ніла та вивів «Сперс» вперед 72-73 у матчі, в якому залишалося 0,4 секунди. Після цього «Лейкерс» взяли тайм-аут, щоб узгодити тактику останньої атаки, одразу за ними «Сперс» взяли тайм-аут, щоб розробити тактику захисту, а потім знову «Лейкерс», щоб переналаштувати атаку. Коли гра відновилась, Гарі Пейтон ввів м'яч у гру, вкинувши його на Фішера, який встиг з ним розвернутися та кинути до сирени, забивши двохочковий та здобувши для команди перемогу 74-73. Після цього матчу, «Лейкерс» виграли ще один та пройшли далі до фіналу Західної конференції, де перемогли «Міннесота Тімбервулвз». У фіналі НБА зустрілись з «Детройт Пістонс» та програли їм.

### Голден-Стейт Ворріорс
15 липня 2004 року підписав шестирічний контракт на суму 37 млн. доларів з «Голден-Стейт Ворріорс». Два роки, проведені в команді, були швидше розчаруванням, адже «Ворріорс» не претендували на найвищі місця, а в команді не було зірок на кшталт Браянта та О'Ніла. Спіді Клекстон провів більше матчів у старті, ніж Фішер у сезоні 2004-2005, а Берон Девіс — у наступному. Незважаючи на це, сезон 2005-2006 став найрезультативнішим для Фішера, коли він набирав 13,3 очка за гру.

### Юта Джаз
2006 року в обмін на Кіта Маклауда, Андре Оуенса та Девіна Брауна перейшов до команди «Юта Джаз», у складі якої провів наступний сезон своєї кар'єри. Зіграв у всіх 82 матчах сезону, в яких набирав 10,1 очка та 3,3 асиста за гру.
У листопаді 2006 року його було обрано Президентом Асоціації гравців НБА, змінивши на цій посаді Антоніо Девіса.
У плей-оф допоміг команді дійти до фіналу Західної конференції, де «Юта» програла «Сан-Антоніо Сперс». Вкінці сезону попросив у керівництва клубу припинити співпрацю між ними, так як хотів перебратися до міста, де би змогли допомогти його дочці боротися з хворобою.

### Лос-Анджелес Лейкерс
Наступною командою в кар'єрі гравця була «Лос-Анджелес Лейкерс» куди він повернувся 2007 року та за яку він відіграв 5 сезонів. Там одразу ж став основним розігруючим захисником. У тому сезоні допоміг команді дійти до фіналу НБА, де сильнішими, щоправда, виявились «Бостон Селтікс».
Наступного сезону знову дійшов з командою до фіналу НБА, де «Лейкерс» перемогли «Орландо Меджик», здобувши 15-й титул чемпіона НБА в історії франшизи.
8 вересня 2009 року видав свою книгу «Мотивація характером: життя, уроки та баскетбол» (Character Driven: Life, Lessons, and Basketball). 3 лютого 2010 року у матчі проти «Шарлотт Бобкетс» забив свій 1000-й триочковий кидок. 10 лютого 2010 року зіграв свій 1000-й матч у кар'єрі проти своєї колишньої команди «Юта Джаз». 23 лютого 2010 року у матчі проти «Мемфіс Гріззліс» забив 9000-е очко в кар'єрі. 2010 року допоміг команді дійти до фіналу НБА, де «Лейкерс» були сильнішими за «Бостон Селтікс». Таким чином Фішер виграв своє п'яте чемпіонство.

### Оклахома-Сіті Тандер

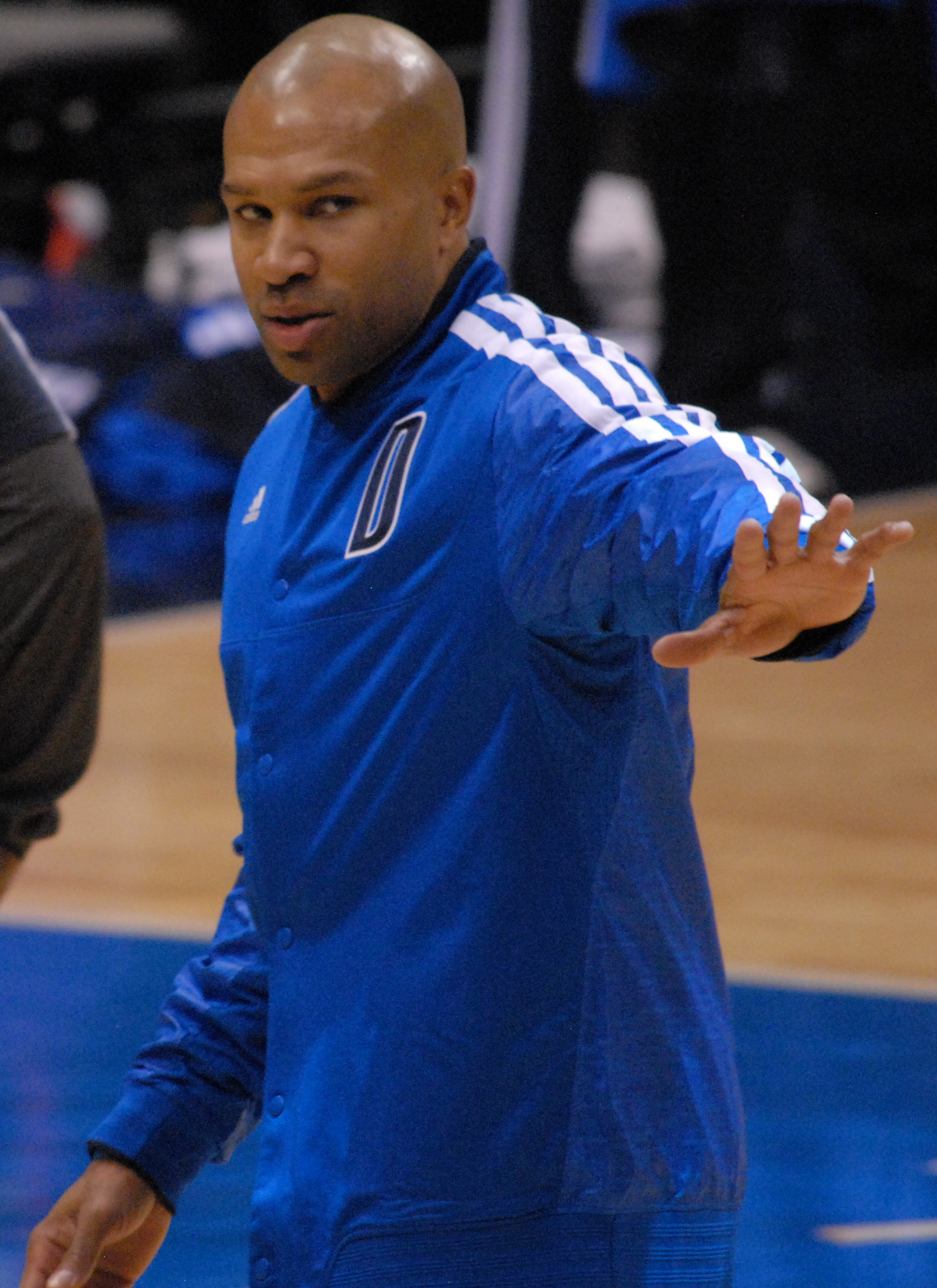
Фішер у складі «Далласа» 2012

15 березня 2012 року перейшов до складу «Х'юстон Рокетс» в обмін на Джордана Гілла та майбутній драфт-пік першого раунду. Проте 19 березня був відрахований зі складу команди, не зігравши за неї жодного матчу. 21 березня 2012 року підписав контракт до кінця сезону з «Оклахома-Сіті Тандер». Разом з командою дійшов до фіналу НБА, де вона поступилася «Маямі Гіт».

### Даллас Маверікс
29 листопада 2012 року підписав контракт з «Даллас Маверікс». 20 грудня травмувався та попросив анулювати контракт з клубом. За короткий період в Далласі набирав 8,6 очка та 3,6 асиста за гру.

### Повернення до Оклахома-Сіті Тандер
Останньою ж командою в кар'єрі гравця стала «Оклахома-Сіті Тандер», до складу якої він приєднався 25 лютого 2013 року та за яку відіграв півтори сезони.

## Статистика виступів в НБА
| †             | Позначає сезон, в якому Дерек Фішер ставав чемпіоном НБА |
| double-dagger | Рекорд НБА                                               |

### Регулярний сезон
| Сезон             | Команда                 | GP    | GS  | MPG  | FG%  | 3P%  | FT%  | RPG | APG | SPG | BPG | PPG  |
| ----------------- | ----------------------- | ----- | --- | ---- | ---- | ---- | ---- | --- | --- | --- | --- | ---- |
| 1996–97           | «Лос-Анджелес Лейкерс»  | 80    | 3   | 11.5 | .397 | .301 | .658 | 1.2 | 1.5 | .5  | .1  | 3.9  |
| 1997–98           | «Лос-Анджелес Лейкерс»  | 82    | 36  | 21.5 | .434 | .383 | .757 | 2.4 | 4.1 | .9  | .1  | 5.8  |
| 1998–99           | «Лос-Анджелес Лейкерс»  | 50    | 21  | 22.6 | .376 | .392 | .759 | 1.8 | 3.9 | 1.2 | .0  | 5.9  |
| 1999–00†          | «Лос-Анджелес Лейкерс»  | 78    | 22  | 23.1 | .346 | .313 | .724 | 1.8 | 2.8 | 1.0 | .0  | 6.3  |
| 2000–01†          | «Лос-Анджелес Лейкерс»  | 20    | 20  | 35.5 | .412 | .397 | .806 | 3.0 | 4.4 | 2.0 | .1  | 11.5 |
| 2001–02†          | «Лос-Анджелес Лейкерс»  | 70    | 35  | 28.2 | .411 | .413 | .847 | 2.1 | 2.6 | .9  | .1  | 11.2 |
| 2002–03           | «Лос-Анджелес Лейкерс»  | 82    | 82  | 34.5 | .437 | .401 | .800 | 2.9 | 3.6 | 1.1 | .2  | 10.5 |
| 2003–04           | «Лос-Анджелес Лейкерс»  | 82    | 3   | 21.6 | .352 | .291 | .797 | 1.9 | 2.3 | 1.3 | .0  | 7.1  |
| 2004–05           | «Голден-Стейт Ворріорс» | 74    | 32  | 30.0 | .393 | .371 | .862 | 2.9 | 4.1 | 1.0 | .1  | 11.9 |
| 2005–06           | «Голден-Стейт Ворріорс» | 82    | 36  | 31.6 | .410 | .397 | .833 | 2.6 | 4.3 | 1.5 | .1  | 13.3 |
| 2006–07           | «Юта Джаз»              | 82    | 61  | 27.9 | .382 | .308 | .853 | 1.8 | 3.3 | 1.0 | .1  | 10.1 |
| 2007–08           | «Лос-Анджелес Лейкерс»  | 82    | 82  | 27.4 | .436 | .406 | .883 | 2.1 | 2.9 | 1.0 | .0  | 11.7 |
| 2008–09†          | «Лос-Анджелес Лейкерс»  | 82    | 82  | 29.8 | .424 | .397 | .846 | 2.3 | 3.2 | 1.2 | .1  | 9.9  |
| 2009–10†          | «Лос-Анджелес Лейкерс»  | 82    | 82  | 27.2 | .380 | .348 | .856 | 2.1 | 2.5 | 1.1 | .1  | 7.5  |
| 2010–11           | «Лос-Анджелес Лейкерс»  | 82    | 82  | 28.0 | .389 | .396 | .806 | 1.9 | 2.7 | 1.2 | .1  | 6.8  |
| 2011–12           | «Лос-Анджелес Лейкерс»  | 43    | 43  | 25.6 | .383 | .324 | .830 | 2.1 | 3.3 | .9  | .1  | 5.9  |
| 2011–12           | «Оклахома-Сіті Тандер»  | 20    | 0   | 20.4 | .343 | .314 | .929 | 1.4 | 1.4 | .6  | .1  | 4.9  |
| 2012–13           | «Даллас Маверікс»       | 9     | 9   | 25.4 | .354 | .435 | .913 | 1.7 | 3.6 | .6  | .2  | 8.6  |
| 2012–13           | «Оклахома-Сіті Тандер»  | 24    | 0   | 14.4 | .333 | .351 | .933 | .9  | .7  | .6  | .0  | 4.1  |
| 2013–14           | «Оклахома-Сіті Тандер»  | 81    | 0   | 17.6 | .391 | .384 | .775 | 1.5 | 1.4 | .9  | .0  | 5.2  |
| Усього за кар'єру | Усього за кар'єру       | 1,287 | 731 | 25.4 | .399 | .374 | .817 | 2.1 | 3.0 | 1.1 | .1  | 8.3  |

### Плей-оф
| Сезон             | Команда                | GP  | GS  | MPG  | FG%  | 3P%  | FT%   | RPG | APG | SPG | BPG | PPG  |
| ----------------- | ---------------------- | --- | --- | ---- | ---- | ---- | ----- | --- | --- | --- | --- | ---- |
| 1997              | «Лос-Анджелес Лейкерс» | 6   | 0   | 5.7  | .273 | .000 | .667  | .5  | 1.0 | .2  | .0  | 1.3  |
| 1998              | «Лос-Анджелес Лейкерс» | 13  | 13  | 21.4 | .397 | .300 | .621  | 1.9 | 3.8 | 1.3 | .0  | 6.0  |
| 1999              | «Лос-Анджелес Лейкерс» | 8   | 8   | 29.8 | .418 | .345 | .800  | 3.6 | 4.9 | 1.0 | .0  | 9.8  |
| 2000†             | «Лос-Анджелес Лейкерс» | 21  | 0   | 15.3 | .430 | .414 | .760  | 1.0 | 2.0 | .5  | .0  | 4.7  |
| 2001†             | «Лос-Анджелес Лейкерс» | 16  | 16  | 36.0 | .484 | .515 | .765  | 3.8 | 3.0 | 1.3 | .1  | 13.4 |
| 2002†             | «Лос-Анджелес Лейкерс» | 19  | 19  | 34.2 | .357 | .358 | .786  | 3.3 | 2.7 | 1.0 | .1  | 10.2 |
| 2003              | «Лос-Анджелес Лейкерс» | 12  | 12  | 35.3 | .520 | .617 | .818  | 3.0 | 1.8 | 1.5 | .1  | 12.8 |
| 2004              | «Лос-Анджелес Лейкерс» | 22  | 0   | 23.0 | .405 | .418 | .657  | 2.5 | 2.2 | .8  | .0  | 7.5  |
| 2007              | «Юта Джаз»             | 16  | 14  | 27.8 | .405 | .375 | .933  | 1.6 | 2.6 | 1.0 | .1  | 9.5  |
| 2008              | «Лос-Анджелес Лейкерс» | 21  | 21  | 31.6 | .452 | .440 | .836  | 2.2 | 2.5 | 2.0 | .1  | 10.2 |
| 2009†             | «Лос-Анджелес Лейкерс» | 22  | 22  | 28.9 | .394 | .284 | .861  | 2.0 | 2.2 | 1.0 | .0  | 8.0  |
| 2010†             | «Лос-Анджелес Лейкерс» | 23  | 23  | 32.8 | .448 | .360 | .821  | 2.5 | 2.8 | 1.2 | .0  | 10.3 |
| 2011              | «Лос-Анджелес Лейкерс» | 10  | 10  | 32.5 | .433 | .412 | .810  | 2.7 | 2.6 | 1.4 | .2  | 8.2  |
| 2012              | «Оклахома-Сіті Тандер» | 20  | 0   | 22.3 | .415 | .375 | 1.000 | 1.6 | 1.3 | .9  | .1  | 6.3  |
| 2013              | «Оклахома-Сіті Тандер» | 11  | 0   | 23.7 | .457 | .471 | .667  | 1.5 | .7  | .6  | .1  | 8.7  |
| 2014              | «Оклахома-Сіті Тандер» | 19  | 0   | 15.7 | .315 | .293 | 1.000 | 1.7 | .8  | .7  | .0  | 3.8  |
| Усього за кар'єру | Усього за кар'єру      | 259 | 158 | 26.5 | .422 | .399 | .805  | 2.2 | 2.3 | 1.1 | .1  | 8.3  |

## Тренерська робота
10 червня 2014 року став головним тренером команди «Нью-Йорк Нікс», підписавши п'ятирічний контракт на 5 млн. доларів. За підсумками свого дебютного сезону як тренера, «Нікс» виграли 17 матчів та програли 65, що стало найгіршим результатом в історії франшизи. Наступного року, з обранням на драфті Крістапса Порзінгіса «Нью-Йорк» став претендентом на вихід до плей-оф. Проте після непоганої першої половини сезону, в якому в команди було співвідношення перемог і поразок 22-22, настав невдалий відрізок з 9 поразок у 10 матчах. Після цього, 8 лютого 2016 року Фішер був звільнений із займаної посади. За півтори сезони проведеному на посту головного тренера Нью-Йорка, він виграв 40 матчів та програв 96 (29,4% перемог).

### Тренерська статистика
| Команда         | Сезон   | G   | W  | L  | W–L% | Місце              | PG | PW | PL | PW–L% | Результат            |
| --------------- | ------- | --- | -- | -- | ---- | ------------------ | -- | -- | -- | ----- | -------------------- |
| «Нью-Йорк Нікс» | 2014–15 | 82  | 17 | 65 | .207 | 5-е в Атлантичному | —  | —  | —  | —     | не вийшли до плей-оф |
| «Нью-Йорк Нікс» | 2015–16 | 54  | 23 | 31 | .426 | (звільнений)       | —  | —  | —  | —     | —                    |
| Усього          |         | 136 | 40 | 96 | .294 |                    |    |    |    |       |                      |

## Особисте життя
Фішер — молодший брат Дуейна Вашингтона, який відзначився виступами за «Нью-Джерсі Нетс» та «Лос-Анджелес Кліпперс».
Розлучений, виховує чотирьох дітей.